# Coelotes poleneci
Coelotes poleneci är en spindelart som beskrevs av Hermann Wiehle 1964. Coelotes poleneci ingår i släktet Coelotes och familjen mörkerspindlar. Inga underarter finns listade i Catalogue of Life.